# Diddy Kong Racing
Diddy Kong Racing ist ein von Rare entwickeltes Rennspiel für die Spielkonsole Nintendo 64, in dem der Spieler die Kontrolle über verschiedene Figuren aus Rare-Spielen übernehmen kann. Es gilt als eines der besten Rennspiele für das N64. Dem Guinness-Buch der Rekorde des Jahres 1999 zufolge wurde das Spiel in den zwei Wochen vor Weihnachten 1997 800.000 mal vorbestellt.

## Beschreibung
Lange Zeit war über die Entwicklung des Spieles nichts bekannt und es kursierte das Gerücht, dass Nintendo die Entwicklung geheim hielt, weil Diddy Kong Racing offensichtlich eine Nummer besser war als Mario Kart 64 und man vermeiden wollte, dass zögerliche Kunden auf Mario Kart 64 verzichten und dann zu Diddy Kong Racing greifen könnten. Erst als die Veröffentlichung von Rares Jump ’n’ Run Banjo-Kazooie verschoben werden musste, gab Nintendo bekannt, das bereits fast fertige Diddy Kong Racing als Ersatz wenige Wochen später zu veröffentlichen.
Das besondere am Spiel ist der Abenteuer-Modus, in welchem man als Einzelspieler sämtliche Strecken freispielen, Endgegner besiegen und Silbermünzen während des Rennens einsammeln muss. Die Rennen werden mit Autos, Hovercrafts und Flugzeugen ausgetragen:
Bekannte Figuren unter den Fahrern
- Conker (Conker’s Bad Fur Day, Conker’s Pocket Tales)
- Banjo (Banjo-Kazooie, Banjo-Tooie)
- Tiptup (Banjo-Kazooie, Banjo-Tooie)
- Diddy Kong (Donkey-Kong-Spiele) – wobei dessen Aussehen gegenüber den Donkey-Kong-Spielen leicht verändert wurde.
- Krunch (Kremling aus den Donkey-Kong-Spielen)

Hinweis: Alle Charaktere dieses Spiels (außer Diddy Kong) erschienen erstmals in diesem Spiel.

## Nachfolger
Ursprünglich waren zwei Nachfolger von Diddy Kong Racing in Planung: Diddy Kong Pilot für den Game Boy Advance und Donkey Kong Racing für den GameCube. Als der Entwickler Rare jedoch von Microsoft gekauft wurde, durften die Rechte an der Donkey-Kong-Reihe von ihnen nicht mehr weiter benutzt werden. Infolgedessen wurden die Arbeiten an Donkey Kong Racing eingestellt. Diddy Kong Pilot für den Game Boy Advance wurde jedoch weiterentwickelt, allerdings ohne die Kong-Charaktere, die durch Figuren aus Banjo-Kazooie ersetzt wurden. Das Spiel wurde in Banjo-Pilot umbenannt und erschien Anfang 2005, erhielt jedoch nur durchschnittliche Bewertungen. Anfang 2008 erschien ein neues Rennspiel mit Charakteren der Donkey-Kong-Serie, Donkey Kong Jet Race, welches aber von einem komplett anderen Studio entwickelt worden war und von der Fachpresse überwiegend negativ bewertet wurde.

## Neuauflage
Auf der E3 2006 zeigte Nintendo eine Neuauflage von Diddy Kong Racing für den Handheld Nintendo DS. Für die Entwicklung zeigte sich wieder Rare verantwortlich, welche das Spiel von Grund auf neu programmierten und nebst dem gewohnten Inhalt auch Neues integriert haben. Die bisherigen Fahrer Banjo und Conker wurden durch weitere Familienmitglieder der Kong-Sippe ersetzt. Diddy Kong Racing DS ist im Februar 2007 in den USA erschienen und wurde am 20. April in Europa veröffentlicht.

## Rennstrecken
| Name (N64)         | Name (NDS)          | Auto                                  | Hover- craft                | Flug- zeug                            |
| ------------------ | ------------------- | ------------------------------------- | --------------------------- | ------------------------------------- |
| Rumpelsee          | Urzeitsee           | Grünes Häkchensymbol für ja           | Grünes Häkchensymbol für ja | Grünes Häkchensymbol für ja           |
| Skelettschlucht    | Fossilienschlucht   | Grünes Häkchensymbol für ja           | Grünes Häkchensymbol für ja | Grünes Häkchensymbol für ja           |
| Dschungelsturz     | Dschungelfälle      | Grünes Häkchensymbol für ja           | Grünes Häkchensymbol für ja | Grünes Häkchensymbol für ja           |
| Brodelvulkan       | Glutvulkan          | Rotes X oder Kreuzchensymbol für nein | Grünes Häkchensymbol für ja | Grünes Häkchensymbol für ja           |
| Frostbeulenspitze  | Ewige Eisspitze     | a                                     | Grünes Häkchensymbol für ja | Grünes Häkchensymbol für ja           |
| Walrossbucht       | Walrosshaff         | Grünes Häkchensymbol für ja           | Grünes Häkchensymbol für ja | Rotes X oder Kreuzchensymbol für nein |
| Schneeballschlucht | Schneeballtal       | Grünes Häkchensymbol für ja           | Grünes Häkchensymbol für ja | Rotes X oder Kreuzchensymbol für nein |
| Eisstadt           | Frostweiler         | Grünes Häkchensymbol für ja           | Grünes Häkchensymbol für ja | Grünes Häkchensymbol für ja           |
| Blauwalbucht       | Walbucht            | Rotes X oder Kreuzchensymbol für nein | Grünes Häkchensymbol für ja | Rotes X oder Kreuzchensymbol für nein |
| Mondsichelinsel    | Sichelinsel         | Grünes Häkchensymbol für ja           | Grünes Häkchensymbol für ja | Rotes X oder Kreuzchensymbol für nein |
| Piratenlagune      | Piratenlagune       | Rotes X oder Kreuzchensymbol für nein | Grünes Häkchensymbol für ja | Rotes X oder Kreuzchensymbol für nein |
| Schatzhöhlen       | Schatzgrotten       | Grünes Häkchensymbol für ja           | Grünes Häkchensymbol für ja | Grünes Häkchensymbol für ja           |
| Windmühlenebene    | Windmühlfeld        | Grünes Häkchensymbol für ja           | Grünes Häkchensymbol für ja | Grünes Häkchensymbol für ja           |
| Grünstadt          | Grünholzweiler      | Grünes Häkchensymbol für ja           | Grünes Häkchensymbol für ja | Rotes X oder Kreuzchensymbol für nein |
| Felsenschlucht     | Geröllschlucht      | Rotes X oder Kreuzchensymbol für nein | Grünes Häkchensymbol für ja | Rotes X oder Kreuzchensymbol für nein |
| Zauberwald         | Spukwald            | Grünes Häkchensymbol für ja           | Grünes Häkchensymbol für ja | Rotes X oder Kreuzchensymbol für nein |
| Himmelsallee       | Sternenstauballee   | Grünes Häkchensymbol für ja           | Grünes Häkchensymbol für ja | Grünes Häkchensymbol für ja           |
| Mondkatakomben     | Mondscheinhöhlen    | Grünes Häkchensymbol für ja           | Grünes Häkchensymbol für ja | Rotes X oder Kreuzchensymbol für nein |
| Raumhafen Alpha    | Raumhafen Alpha     | Grünes Häkchensymbol für ja           | Grünes Häkchensymbol für ja | Grünes Häkchensymbol für ja           |
| Sternenstadt       | Star City           | Grünes Häkchensymbol für ja           | Grünes Häkchensymbol für ja | Grünes Häkchensymbol für ja           |
| –                  | Donnerbucht b       | Grünes Häkchensymbol für ja           | Grünes Häkchensymbol für ja | Grünes Häkchensymbol für ja           |
| –                  | Serpentinenspitze b | Grünes Häkchensymbol für ja           | Grünes Häkchensymbol für ja | Grünes Häkchensymbol für ja           |
| –                  | Klatschnasspass b   | Grünes Häkchensymbol für ja           | Grünes Häkchensymbol für ja | Grünes Häkchensymbol für ja           |
| –                  | Verlorener Tempel b | Rotes X oder Kreuzchensymbol für nein | Grünes Häkchensymbol für ja | Grünes Häkchensymbol für ja           |